# Voo ValuJet Airlines 592
O voo 592 da ValuJet era uma rota doméstica de passageiros a partir do Aeroporto Internacional de Miami para o Aeroporto Internacional de Atlanta Hartsfield-Jackson. Em 11 de maio de 1996, um McDonnell Douglas DC-9 que fez esta rota caiu sem controle e bateu no pântano de Everglades cerca de 10 minutos após decolar de Miami como resultado de um incêndio no compartimento de carga causado por geradores químicos de oxigênio armazenados de forma incorreta. Todas as 110 pessoas a bordo morreram. A companhia aérea já tinha um histórico ruim de segurança antes do acidente, e o desastre chamou a atenção para os problemas da mesma. A companhia aérea ficou inoperante por vários meses após o acidente. Quando as operações foram retomadas, a ValuJet teve queda de passageiros e após uma série de problemas de segurança e o acidente fatal, a empresa fundiu-se com a companhia aérea regional AirTran Airways em 1997.

## Antecedentes
A ValuJet Airlines foi fundada em 1992 e era conhecida por suas medidas de cortar custos, às vezes de forma agressiva. Muitos dos aviões da companhia aérea foram comprados usados de outras empresas, pouco treinamento foi fornecido aos trabalhadores e pessoal terceirizado foi contratado para fazer a manutenção das aeronaves e outros serviços e rapidamente desenvolveu uma reputação ruim pela segurança abaixo dos padrões. Em outubro de 1993 a companhia realizou os primeiros voos e vendiam passagens aéreas por US$ 49. Em 1995, os militares dos EUA recusaram a oferta da mesma para voar com militares por questões de segurança, e funcionários da Federal Aviation Administration (FAA) queriam que a companhia aérea fosse suspensa.
Em 1986, um McDonnell Douglas DC-10 da ATA Airlines que estava em manutenção no Aeroporto Internacional O'Hare de Chicago foi destruído no solo por um incêndio causado por geradores químicos de oxigênio. Dois anos depois, em 1988, o voo 132 da American Airlines (operado por um McDonnell Douglas MD-80) teve um incidente semelhante a queda do voo 592: um incêndio começou no porão de carga enquanto o avião estava em rota, causado por materiais perigosos (principalmente peróxido de hidrogênio), mas neste caso a tripulação pousou a aeronave com segurança.
Após o voo 132 da AA, o Conselho Nacional de Segurança nos Transportes (CNST;  National Transportation Safety Board - NTSB em inglês) recomendou a Administração Federal de Aviação (AFA; Federal Aviation Administration - FAA em inglês) que todos os porões de carga classe D tivessem detectores de fumaça e sistemas de combate a incêndio.

## Aeronave e tripulação
A aeronave, um DC-9-32, tinha 27 anos na época e já havia sido pilotada pela Delta Air Lines. Seu primeiro voo foi em 18 de abril de 1969. Entregue à Delta em 27 de maio de 1969 como N1281L, o aparelho voou na empresa até o final de 1992, quando foi aposentada e vendida de volta para a McDonnell Douglas. Em 1993 a McDonnell Douglas vende o avião à ValuJet. A aeronave era movida por dois motores turbofans Pratt & Whitney JT8D-9A. O aparelho havia sofrido uma série de incidentes nos dois anos anteriores ao desastre, incluindo decolagens abortadas e pousos de emergência.
Na cabine de comando estavam dois pilotos experientes: a Capitã Candi Kubeck (35) e o Primeiro Oficial Richard Hazen (52). A piloto acumulou 8.928 horas de voo ao longo da carreira (incluindo 2.116 horas no DC-9) e o primeiro oficial Hazen teve mais de 11.800 horas de voo totais ao longo da carreira, com 2.148 delas no DC-9.

## Acidente

### Incêndio
Na tarde de 11 de maio de 1996, o voo 592 recuou do portão G2 em Miami após um atraso de 1 hora e 4 minutos devido a problemas mecânicos. Havia 105 passageiros a bordo, principalmente da Flórida e da Geórgia, além da tripulação composta de dois pilotos e três comissárias, totalizando 110 pessoas a bordo. Às 14h04 EDT (15:04 UTC-3; 18:04 UTC), 10 minutos antes do desastre, o DC-9 decolou da pista 9L (agora pista 8R) e subiu normalmente.
Às 14h10 EDT (15:10 UTC-3; 18:10 UTC), os passageiros começaram a sentir o cheiro de fumaça. Ao mesmo tempo, os pilotos ouviram um grande estrondo em seus fones de ouvido e notaram que o avião estava perdendo eletricidade. A queda na energia elétrica e o estrondo foram eventualmente determinados como resultado da explosão de um pneu no porão de carga. Segundos depois, uma comissária entrou na cabine e informou a tripulação de um incêndio no setor de passageiros. Os gritos de passageiros "fogo, fogo, fogo" foram registrados no gravador de voz da cabine (CVR) quando a porta da cabine de comando foi aberta. Embora o manual de treinamento de comissários de bordo da ValuJet afirmasse que a porta da cabine não deveria ser aberta quando fumaça ou outros gases nocivos estivessem presentes na cabine, o intercomunicador não estava funcionando e era difícil informar os pilotos do que estava acontecendo. O gravador de dados de voo (FDR) indicou uma falha progressiva dos sistemas elétricos e de controle de voo do DC-9 devido à propagação do fogo.
Os pilotos pediram ao controle de tráfego aéreo o retorno imediato a Miami devido ao aumento da fumaça na cabine e receberam instruções para retornar ao aeroporto. Um minuto depois, Hazen solicitou o aeroporto disponível mais próximo. Kubeck começou a virar o avião à esquerda em preparação para o retorno a Miami.

#### Queda da aeronave
O voo 592 desapareceu do radar às 14:13:42 EDT (15:13:42 UTC-3; 18:13:42 UTC). Testemunhas oculares nas proximidades observaram como o avião inclinou bruscamente, rolou de lado e mergulhou em um pântano do Parque Nacional Everglades, 30 quilômetros a oeste de Miami, a uma velocidade superior a 507 milhas por hora (820 km/h). Kubeck perdeu o controle do avião menos de 10 segundos antes do impacto. O exame dos destroços sugeriu que o fogo havia queimado o piso da cabine, resultando em falha estrutural e danos aos cabos sob o painel de instrumentos. O relatório do NTSB sobre o acidente afirmou que "o Conselho de Segurança não pode descartar a possibilidade de a tripulação ter ficado incapacitada por fumaça ou calor na cabine durante os últimos 7 segundos do voo." As interrupções no gravador de voz da cabine ocorreram em duas ocasiões, uma com duração de 1 minuto e 12 segundos.  A aeronave atingiu a água às 14:13:42 EDT, cerca de 10 minutos após a decolagem. O local do impacto foi na borda oeste da Área de Conservação de Água 3B da Flórida, entre dois diques, em uma área conhecida como L-67 Pocket., localizado aproximadamente nas coordenadas 25° 55’ N, 80° 35’ W.
De acordo com o relatório final, duas testemunhas pescando nas proximidades “viram um avião voando baixo em uma margem direita íngreme. De acordo com essas testemunhas, conforme o ângulo da margem direita aumentava, o nariz do avião descia e continuava para baixo. O avião atingiu o solo em uma atitude quase vertical."
Os dois pescadores relatam não ter visto nenhum dano externo ou qualquer sinal de fogo ou fumaça além do escapamento do motor. Um grupo de turistas que voava num Piper Arrow privado também testemunhou o acidente e forneceu um relato quase idêntico, afirmando que o voo 592 parecia "desaparecer" depois de atingir o pântano e eles não podiam ver nada além de pequenos destroços espalhados, parte de um motor e um grande piscina de combustível de jato perto do local do acidente.

#### Resgate
Nenhum dos 110 passageiros ou tripulantes a bordo sobreviveu a queda do DC-9. Além disso, a recuperação da aeronave e das vítimas foi extremamente difícil devido ao local do acidente e era inacessível por terra. A estrada mais próxima ficava a 14 quilômetros de distância do local do acidente e só podia ser acessada por aerobarcos (hidroplanos especiais para áreas pantanosas) e helicópteros, e o local da queda em si era um pântano de águas profundas com piso de calcário sólido. A aeronave foi destruída com o impacto, sem grandes pedaços da fuselagem remanescentes e os corpos eram reduzidos a dedos, mãos e pés. O grande perigo para os homens-rã eram a vegetação aquática cortante e animais selvagens como cobras e crocodilos.

## Vítimas
| País                    | Passageiros | Tripulação | Total |
| ----------------------- | ----------- | ---------- | ----- |
| Estados Unidos          | 99          | 5          | 104   |
| Reino Unido             | 2           | 0          | 2     |
| Bahamas                 | 2           | 0          | 2     |
| Estados Unidos / Brasil | 2           | 0          | 2     |
| Total                   | 105         | 5          | 110   |

Alguns passageiros notáveis mortos no voo incluíram:
- Running back do San Diego Chargers Rodney Culver
- Compositor e músico Walter Hyatt
- DelMarie Walker, 38, o principal suspeito de um assassinato na Geórgia.[27]Nomes das vítimas no memorial do acidente

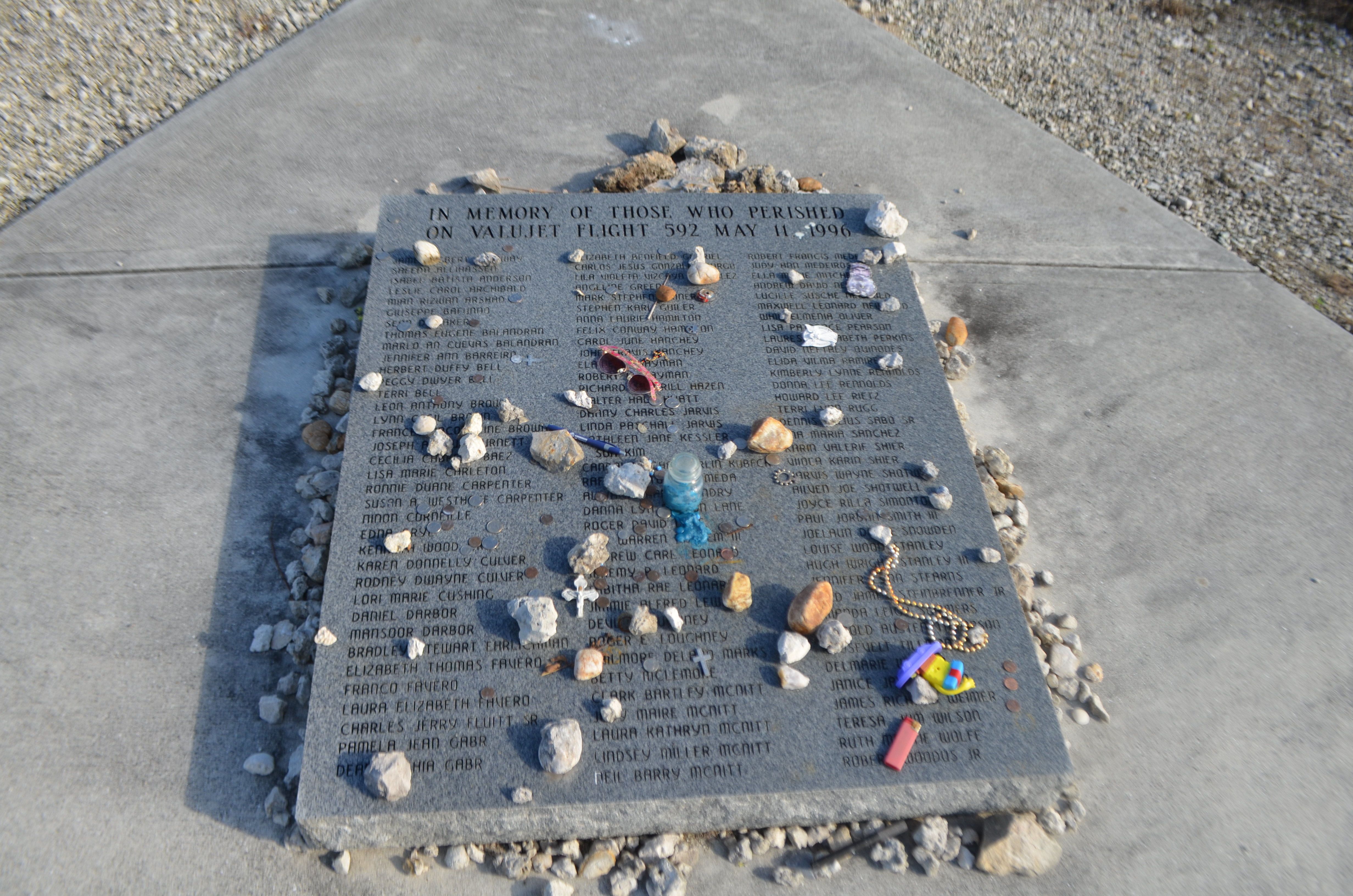
Nomes das vítimas no memorial do acidente

A recuperação dos corpos dos passageiros e da tripulação levou várias semanas, e poucos restos humanos intactos foram encontrados devido à violência do impacto, a queda no pântano e animais selvagens necrófagos como crocodilos. Cerca de 68 das 110 pessoas a bordo do avião foram identificadas, em alguns casos examinando o maxilar, e pelo menos um indivíduo de um único dente. Foi provado que um pedaço de carne rasgada pertencia ao primeiro oficial Hazen, mas os restos mortais da capitã Kubeck nunca foram encontrados. Devido aos fatores mencionados acima, a realização de testes de toxicologia no passageiro e na tripulação permanece para determinar quanta exposição eles teriam a vapores e fumaça do incêndio em voo não foi possível definir.

## Investigação
Após um ano e três meses, o NTSB determinou que o incêndio que derrubou o voo 592 se desenvolveu em um compartimento de carga abaixo da cabine de passageiros. O compartimento de carga era um projeto de Classe D, no qual o combate a incêndio é realizado isolando o ar externo do porão. Qualquer incêndio em um compartimento tão hermético esgotaria rapidamente todos os oxidantes disponíveis e, em seguida, se extinguiria. Como o combate a incêndio pode ser realizado sem qualquer intervenção da tripulação, esses porões não são equipados com detectores de fumaça. No entanto, o NTSB rapidamente determinou que pouco antes da decolagem, 144 geradores químicos de oxigênio vencidos, cada um ligeiramente maior do que o tamanho de uma lata de bola de tênis, foram colocados no compartimento de carga em cinco caixas marcadas COMAT (material da empresa) por uma empresa terceirizada de manutenção contratada pela ValuJet, a SabreTech, em violação dos regulamentos da FAA que proíbem o transporte de materiais perigosos em porões de carga de aeronaves de passageiros. Deixar de cobrir os pinos precursores com as tampas de plástico prescritas tornava muito provável uma ativação acidental. A investigação revelou que, em vez de cobri-los, as cordas presas aos pinos precursores foram simplesmente cortadas ou coladas com fita adesiva ao redor das latas, e fita adesiva também foi usada para colar as pontas. Os funcionários da SabreTech indicaram no manifesto de carga que os "cilindros de oxigênio", estavam "vazios" e mal acondicionados nas caixas lacradas com fita adesiva e plástico-bolha. Os trabalhadores da ValuJet então carregaram as caixas no porão de carga na crença errônea de que os dispositivos que eles continham eram apenas recipientes vazios, sendo assim certificados como supostamente "seguros" para transporte em uma aeronave de passageiros, quando na verdade não eram nem simples recipientes de oxigênio, nem vazios.
Os geradores químicos de oxigênio, quando ativados, produzem oxigênio para os passageiros se o avião sofrer uma descompressão. Porém, eles também produzem uma grande quantidade de calor devido à natureza exotérmica da reação química envolvida. Portanto, não apenas o calor e o oxigênio gerado podem iniciar um incêndio, mas o oxigênio também pode manter o fogo aceso. O incêndio foi agravado pela presença de dois pneus principais da aeronave (um deles montado em uma roda principal) e um pneu de nariz e roda que também faziam parte da lista de materiais expedidos como COMAT. Os investigadores determinaram que, quando o avião sofreu uma leve sacudida durante o taxiamento, um dos geradores foi acionado. Com o tempo, durante o taxiamento e a decolagem, o gerador ativado ficou cada vez mais quente. Logo, as caixas e embalagens ao redor pegaram fogo, iniciando o incêndio.
Os testes de laboratório mostraram que os recipientes do mesmo tipo podem aquecer materiais próximos até 500 °F (260 °C). O oxigênio dos geradores alimentou o incêndio resultante no porão de carga sem qualquer necessidade de ar externo, anulando o design hermético do porão. Um estalo e um solavanco ouvidos na gravação de voz da cabine e correlacionados com um pico breve e dramático na leitura do altímetro na gravação de dados de voo foram atribuídos à mudança repentina de pressão da cabine causada por uma das rodas no porão de carga explodindo devido ao calor. Os investigadores também constataram que, nesse processo, o fogo começou a destruir os cabos de controle conectados a cauda da aeronave, o que explica por que os pilotos começaram a perder o controle antes da queda do avião.
Os detectores de fumaça nos porões de carga podem alertar a tripulação de um incêndio muito antes que o problema se torne aparente na cabine, e um sistema de combate a incêndio ganha um tempo valioso para pousar o avião com segurança. Em fevereiro de 1998, a FAA emitiu normas revisadas exigindo que todos os porões de carga da Classe D fossem convertidos no início de 2001 para a Classe C ou E; esses tipos de porões têm equipamento adicional de detecção e combate a incêndio.

### Causa provável
A "causa provável" foi assim descrita no relatório final emitido pelo NTSB em 19 de agosto de 1997:

O Conselho Nacional de Segurança nos Transportes determina que as causas prováveis do acidente do voo 592 da ValuJet Airlines, decorrente de incêndio no compartimento de carga classe D da aeronave, iniciado pela atuação de mais um gerador de oxigênio sendo indevidamente transportado como carga, foram:
1 - A falha da Sabretech em preparar, embalar e identificar os geradores químicos de oxigênio não gastos antes de apresentá-los à ValuJet para transporte;
2 - A falha da ValuJet em supervisionar a propriedade do programa de manutenção do contrato para garantir o cumprimento dos requisitos e práticas de manutenção, treinamento de manutenção e materiais perigosos;

3 - A falha da Administração Federal de Aviação para exigir sistemas de detecção de fumaça e supressão de incêndio em compartimentos de carga classe D.

### Culpabilidade
O relatório do NTSB atribuiu a responsabilidade pelo acidente:
- SabreTech, por empacotar e armazenar de forma errada materiais perigosos;
- ValuJet, por não supervisionar a SabreTech;
- FAA, por não obrigar a instalação de detectores de fumaça e sistemas de combate a incêndio em porões de carga, conforme recomendado em 1988 após um incidente semelhante

Em 1997, um grande júri federal indiciou a SabreTech por uso incorreto de materiais perigosos, falha em treinar seus funcionários no manuseio adequado, conspiração e fazer declarações falsas. O supervisor de manutenção da SabreTech, Daniel Gonzalez, e dois mecânicos que trabalharam no avião, Eugene Florence e Mauro Valenzuela, foram acusados de conspiração e falsidade ideológica. Dois anos depois, tendo sido considerado culpado pelo manuseio incorreto de materiais perigosos e acusações de treinamento impróprio, a SabreTech foi multada em US$ 2 milhões e condenada a pagar US$ 9 milhões em restituição. Gonzalez e Florence foram absolvidos de todas as acusações, mas Valenzuela não compareceu ao julgamento e foi indiciado à revelia por desacato ao tribunal. Valenzuela ainda está foragido em 2020; ele foi especificamente destacado no anúncio da EPA de um site para procurar por "fugitivos ambientais". O FBI ofereceu uma recompensa de US$ 10.000 por informações sobre seu paradeiro.
A ValuJet foi declarada inoperante pela FAA em 16 de junho de 1996, e foi autorizada a retomar os voos em 30 de setembro do mesmo ano, mas nunca se recuperou do acidente. Em 1997, a empresa adquiriu a AirTran Airways. Embora a ValuJet fosse o nome antigo, os executivos da companhia aérea acreditavam que um novo nome era importante para recuperar o tráfego de passageiros. A AirTran fez pouca menção a seu passado como ValuJet. No entanto, a AirTran não fez nenhum anúncio importante no 10º aniversário do acidente em respeito às famílias das vítimas. Em 2010, a AirTran se fundiu com a Southwest Airlines.
Muitas famílias das vítimas do voo 592 ficaram indignadas com o fato da ValuJet não ter sido processada, devido ao histórico de segurança insuficiente da companhia aérea. A taxa de acidentes da ValuJet não foi apenas uma das mais altas no setor de baixo custo, mas também 14 vezes maior do que as das companhias aéreas tradicionais. Após o acidente, um memorando interno da FAA surgiu questionando se a ValuJet deveria ter sido autorizada a permanecer no ar. As famílias das vítimas também apontam para declarações feitas por funcionários da ValuJet imediatamente após o acidente, que levou muitos a acreditar que a companhia aérea sabia que os geradores estavam no avião, e ordenou que eles fossem devolvidos a Atlanta em vez de serem descartados de forma adequada em Miami.

## Legado

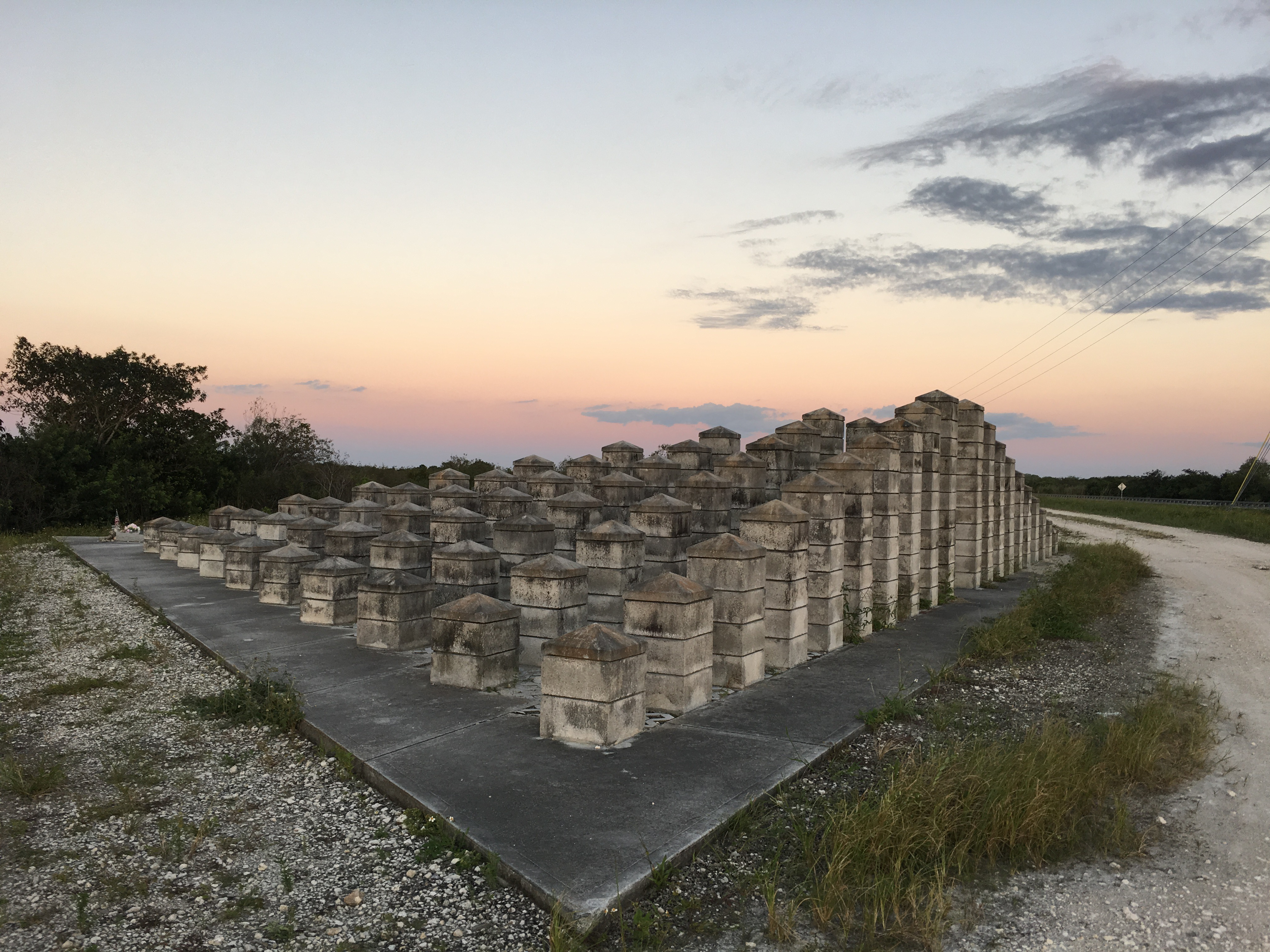
Memorial para as vítimas do acidente visto do leste

Três anos depois do acidente, em 1999, foi construído um memorial para as vítimas do desastre. O monumento, que consiste em 110 pilares de concreto, está localizado ao norte da trilha Tamiami, cerca de 19 km a oeste da Krome Avenue, no condado de Miami-Dade. Ele aponta para a localização do local do acidente, 12 milhas ao norte-nordeste. Estudantes do Instituto Americano de Arquitetura projetaram o memorial, e empreiteiros, pedreiros e sindicatos locais o construíram gratuitamente.
Em um artigo do Miami Herald de 4 de junho de 2013, um morador local afirmou que enquanto se arrastava pela grama vários meses antes, ele encontrou um pingente de ouro parcialmente derretido na mesma área, que se acredita ser possivelmente do acidente da ValuJet ou do voo 401 da Eastern Air Lines, que ocorreu a cerca de 2 milhas (3,2 km) do local do acidente do voo 592.

## Documentários
O canal Discovery Channel Canadá / National Geographic, através da série de TV Mayday (também chamada de Air Crash Investigation, Air Emergency, e Air Disaster (Smithsonian Canal) apresentou o acidente num episódio da 12ª temporada intitulado "Fire in the Hold" (original) / "Cabine em Chamas" (no Brasil), que incluiu entrevistas com parentes das vítimas do acidente e de investigadores e uma encenação dramática do voo. Também pelo mesmo canal, através da série Seconds from Disaster (Segundos Fatais) a reconstituição do acidente foi feita através de computação gráfica no episódio "Florida Swamp Air Crash" (original) / "Acidente Aéreo nos Everglades" (no Brasil).
Também foi apresentado no último episódio da série de quatro partes do Travel Channel intitulado Probable Cause: Air Crash Investigations (Risco Aceitável) e um episódio do COPS sendo filmado na área de Miami na época.